# Vepalimomab
Vepalimomab là một kháng thể đơn dòng chuột được thử nghiệm dành cho điều trị viêm. Nó chặn protein bám dính mạch máu 1. Việc phát triển thuốc đã bị ngừng vào năm 2002.